# Arborea
Cet article possède un paronyme, voir Arborée.
Pour les articles homonymes, voir Arborea (homonymie).
Arborea (en français Arborée) est une commune de la province d'Oristano, dans la région Sardaigne, en Italie.

## Histoire
Cette ville fut construite pendant la période fasciste à la suite de la bonification de l'étang de Sassu. Son premier nom fut Mussolinia modifié après la Seconde Guerre mondiale par son nom actuel. Les premiers colons qui habitaient la ville sont venus de la Vénétie.

## Économie
Les terres fertiles produisent des fruits et légumes d'excellente qualité, techniquement favorisés par une agriculture avancée. L'économie est basée principalement sur l'élevage. Les laitages y sont renommés. La flore et la faune qui s'y trouvent sont d'un grand intérêt.

## Administration
| Période                                  | Période  | Identité          | Étiquette | Qualité |
| ---------------------------------------- | -------- | ----------------- | --------- | ------- |
| 10 mai 2005                              | En cours | Giuseppe Costella |           |         |
| Les données manquantes sont à compléter. |          |                   |           |         |

### Hameaux
Linnas, Luri, Torrevecchia, Pompongias, S'Ungroni, Centro 1 Sassu, Centro 2 Sassu.

### Communes limitrophes
Marrubiu, Santa Giusta, Terralba.

### Évolution démographique
Habitants recensés